# イギリスファシスト連合
イギリス・ファシスト連合（British Union of Fascists、BUF）は、1930年代イギリスのファシスト政党。
保守党から労働党へ転向した国会議員で、閣僚も経験した第6代モズレー準男爵サー・オズワルド・モズレーが1932年に設立した。モズレーの設立した新党（New Party、ニュー・パーティ）をはじめ、イギリス・ファシスト党などファシスト系小政党の連合制を取っていた。
ナチス党旗に類似した党旗を制定し、赤い旗の真ん中に白い円を配し、中に閃光をあしらったデザインは「結束の中の行動」を表した。また、党歌は、歌詞、曲調ともに『旗を高く掲げよ』と極めて類似している。

## 党の性格
ラムゼイ・マクドナルド労働党内閣で大臣を務めたモズレーは失業率の上昇に対して取り組んでいた。1930年には基幹産業の国有化を謳う「モズレー・メモランダム」（Mosley Memorandum）という失業対策案を発表するものの賛同を得られず、労働党内での孤立を深め1931年初頭に離党した。辞任直後にモズレー・メモに基づく政策を打ち出したニュー・パーティーを結成して総選挙に出たものの敗北を喫してしまう。
この間、ニュー・パーティーは次第にファシズムの影響が濃くなり始めた。モズレーは、1932年1月にイタリアなどのファシズム運動の視察に出て感銘を受けて帰国し、4月に青年運動を残してニュー・パーティーを解党した。夏の間に新しい政治方針『The Greater Britain（より偉大なブリテン）』の執筆を行ったモズレーは、自らをベニート・ムッソリーニになぞらえ、イタリアのファシスト党を始めとして他国のファシスト運動をモデルに1932年10月に新党・イギリスファシスト連合（BUF）を形成した。

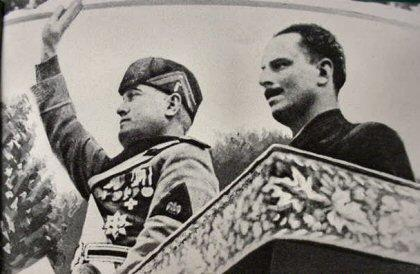
1936年のイタリア訪問時に撮影された、統領ベニート・ムッソリーニ（左）とBUF指導者オズワルド・モズレーの写真

彼は党員の制服として、イタリアの黒シャツ隊同様の黒い服を制定したため、街頭の示威行進や抵抗者の排除を行うBUFの私兵部隊（民族防衛隊、National Defence Force) は「黒シャツ」（Blackshirts）の異名を持つことになった。英国ファシズム運動の先駆けであった「イギリスファシスト党」や、アーノルド・リースの「帝国ファシスト連盟」などとは対立したが、これらのファシズム政党から支持者や運動家を奪い、党勢を拡大していった。イギリスファシスト党の有力活動家だったニール・フランシス・ホーキンスもBUFに合流し、やがて党のナンバー2になり党勢の維持に貢献した。
BUFは反共主義と保護貿易主義を打ち出し、議会制民主主義を廃する代わり、各産業分野から、それぞれの産業内部において権限や統制を行使する「代表」を選出するシステムを導入することを目指した（これはイタリア・ファシズムにおけるコーポラティズムに類似する）。しかしイタリアと異なり、イギリスのファシストのコーポラティズムは部分的に民主主義を残したもので、貴族院の代わりに産業界・聖職者・植民地などイギリスを構成する集団から選出された幹部たちによる集会を置くこととした。また庶民院は、より意志決定を早くし、より「党派主義的民主制」を減らすよう規模を縮小すべしとされていた。BUFは、イギリスや世界のファシスト運動の中でも整った政策やイデオロギーを持ち、『Tomorrow We Live』『The Coming Corporate State』などといった出版物の中でモズレーにより披露されている。
BUFの政策は孤立主義、すなわちイギリスは大英帝国の中の諸国としか交易しないという経済政策に基礎を置いていた。この政策が人々を惹きつけた部分は、イギリス経済を世界経済の大恐慌の変動から分離でき、イギリス内部の工業生産が「…われわれの賃金の3分の1で、1日10時間働く東洋の労働者」「海外からの安い奴隷労働との競争」の影響によって失われることを防げることにあった。これは、当時、欧米資本の出資による大量生産が植民地インドや中華民国で勃興しようとしていたことを指す。
BUFの党員には貴族や軍人の家系から出た者が多く、高名な軍事学者ジョン・フレデリック・チャールズ・フラーも党員であった。1930年代におけるBUFの公式な政策は反ユダヤ主義ではなかったが、モズレーをはじめとして幹部の中には熱烈な反ユダヤ主義者がおりBUFも反ユダヤ主義を代表する政党とみられていた。

## 隆盛

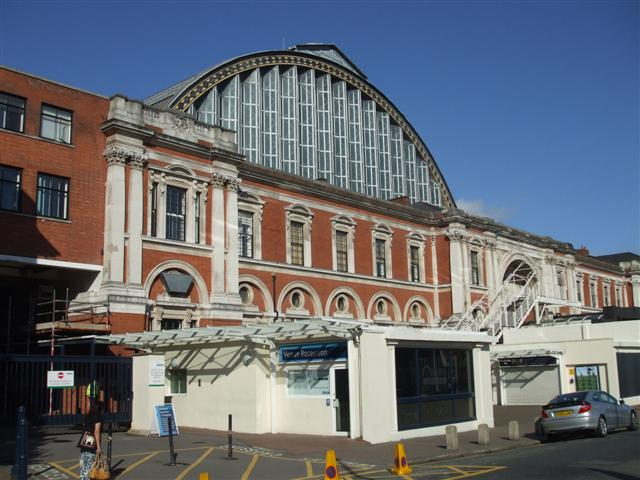
BUFが1934年に党大会を開催したオリンピア・エキシビション・センター。反ファシスト運動家に対する暴力的な排除が起こったことで、党勢が傾くきっかけになった大会と称されることもある。

一時、党員数が50,000人に達したと発表した。また新聞王のロザーメア子爵ハロルド・ハームズワース率いるデイリー・メール紙およびデイリー・ミラー紙は初期からBUFを支持し、デイリー・メールは「黒シャツ万歳！」（Hurrah for the Blackshirts!）という大見出しを掲げて見せた。
BUFの黒シャツ隊に対する世論は分かれた。いくつかの地域では、黒シャツの統一された服装や彼らの訴える好戦的な愛国主義が党員を集めた。またこれを馬鹿馬鹿しいと考える者も多かった。小説家P・G・ウッドハウスの『ジーヴス』（Jeeves and Wooster）シリーズには、モズレーと黒シャツ隊を皮肉った「アマチュア独裁者」ロデリック・スポード伯爵と黒ショーツ隊という集団が登場する。
BUFに対してはユダヤ人、アイルランド人、労働党、グレートブリテン共産党（CPGB）や民主主義者が抵抗し、ときには双方の暴力沙汰も起きた。イースト・ロンドンの労働者地区ではBUFは人気があったうえ、いくつかの地方選挙で議員候補を立てたものの、総選挙に立つことはせず、結党から解党までの間に一度も庶民院の議席を獲得することはなかった。BUFは1935年の総選挙では有権者に棄権を訴え、「次回はファシストへ」と訴えた。しかしBUFに次回はなかった。対独戦も終わりファシズムも没落した1945年7月まで次の総選挙は行われず、その時にはBUFは解党した後だった。
1930年代半ばに入り、BUFの行動は次第に暴力性を増していった。宣伝責任者かつ代表代行となったウィリアム・ジョイスは暴力的な演説で聴衆を煽るだけでなく、反ファシスト運動家に対しても民族防衛隊を率いて暴力で対決する姿勢をとった。こうした路線に対する違和感も高まり始めたため、中産階級の支持者は次第に疎外感を抱き始め、党員数は減少していった。1934年のロンドン・オリンピア・エキシビション・センターにおける大衆集会（ラリー）では、BUF幹部や民族防衛隊と共産主義者の暴力による衝突も起き、流血の事態となった。この大会で示された暴力は、イギリス人からBUFへの支持を失わせることになった。この事件でデイリー・メール紙はBUFに対する支持から手を引いた。

## 解散
選挙での躍進を経験したことのないBUFは、主流の政治手法から離れて行き、1934年から1935年にかけては政治路線をコーポラティズム的な経済再生論から過激な反ユダヤ主義へと変えていった。ナチスとの提携も隠さないようになった。この時期にニュー・パーティー結党以来のモズレーの盟友ロバート・フォーガン（Robert Forgan）も離脱し、1935年末には党員数は八千人以下に減少していた。

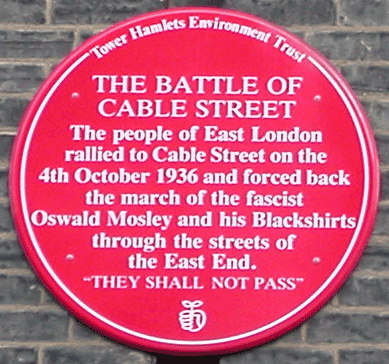
ケーブル街の戦いを記念する銘板。イーストエンドでの行進を試みるモズレーと黒シャツ隊を、イースト・ロンドンの人々が押し返したことを記念している。

BUFはロンドンでユダヤ人の追放を訴える反ユダヤ行進や抗議活動などを展開した。1936年10月4日の日曜日にはユダヤ人の多いロンドンのイースト・エンドでニ千人から三千人規模の反ユダヤ示威行進を行おうとした。地域住民10万人が内務大臣ジョン・サイモンにBUFの行進を禁止するよう請願したが、サイモンは請願を拒絶し、反ファシスト運動家が行進の邪魔をするのを避けるために警官多数をBUFの護衛に送り出した。
これに抗議するために集まった住民やユダヤ人・社会主義者・共産主義者・無政府主義者ら約2万人との「ケーブル街の戦い」Battle of Cable Street）という暴動に発展する。BUFを追い出すために集まった人々は、スペイン内戦のマドリッドの戦いでドロレス・イバルリが叫び反ファシズムのスローガンとなった「奴らを通すな！」を合言葉とし、行進を阻止するためのバリケードを路上に築いて、BUFの黒シャツ隊やBUFの行進を監視・警護するために同行した警官六千人らに物を投げつけ抵抗した。この抗議運動によって黒シャツ隊はケーブル・ストリートから押し返され、その後の警官と反ファシスト運動家との乱闘で150人が逮捕され、175人の怪我人が出た。
この時期、BUFは親独派なエドワード8世を支持し、再びドイツとの間で世界大戦を起こさせないという平和キャンペーンを行い、党勢をやや回復させていた。政府もBUFの動きに対して警戒心を持ち、1936年には議会が治安法（Public Order Act of 1936）を通過させ、行進の際の制服の着用を禁じ、政治的行進の前進にあたっては警察の同意を求めた。1937年1月1日から施行されたこの法律により、BUFのデモは壊滅的な打撃を受けた。
党内では、ジョン・ベケット、ウィリアム・ジョイスなどによる大衆世論の漸進的なファシスト化を試みる穏健路線と、私兵部門を率いるニール・フランシス・ホーキンスなどの軍事色の強い軍国主義路線が対立し、やがてホーキンスが党の事務総長に就任し主導権を握った。一方、穏健派のウィリアム・ジョイスは、モズレーが党の財政を守るために役職を削減した際、有給の党職から解かれてしまった。このことをきっかけに、ジョイスら親ナチス派は、大陸ファシズムにこだわるモズレーのBUFから離脱し、国家社会主義を掲げる「国家社会主義者同盟」を設立。モズレーはジョイスらを極端な反ユダヤ主義者の裏切り者と後に呼んだ。歴史家スティーブン・ドリル（Stephen Dorril）は、ナチスからの特使がBUFに50000スターリングポンドの資金提供を行ったことを明らかにしている。
1937年に行われたロンドン・カウンティ・カウンシル（LCC）選挙ではイースト・ロンドンのベスナル・グリーン、ショーディッチ、ライムハウスの3選挙区にて、候補を立てなかったにもかかわらず4分の1を得票する健闘を見せ、ヨーロッパ情勢の悪化に当たってイギリスの介入を求める声に「まずイギリスの内政を優先せよ」と反論した。第二次世界大戦がついに勃発すると「交渉による平和」を訴えたが、ドイツの侵略がポーランドから北欧へと拡大する中でモズレーの親独的な和平の主張に対する風当たりは日増しに強くなった。戦争が西部戦線にまで拡大した1940年5月23日、戦時緊急法制（1939年国家緊急権（防衛）法）のもとで、ナチスなどの敵国組織に従属・同調する組織に属する者などを裁判抜きで無期限に拘束する防衛規則18B（Defence Regulation 18B）が施行された。モズレーは「マグナカルタで保障された人権を侵すものだ」と批判したが、この規則によりBUFは活動を禁じられ、モズレーほか740人ほどのファシズム活動家が逮捕され、第二次世界大戦の間拘束された。
戦後、モズレーは政界に復帰しようと何度も試みたが失敗した。例えば、戦後間もなくイギリスの極右活動家を集めてネオ・ファシスト組織「ユニオン・ムーブメント」（Union Movement）を結成し、強力なヨーロッパ国家創設を訴え、1960年代には活発に活動したが1970年代には下火になった。
BUFの元幹部で広報・プロパガンダ責任者を務めたA・K・チェスタトン（A. K. Chesterton、保守派の作家のG・K・チェスタトンの従兄弟）は、BUFに幻滅して1938年に離党した後も右翼活動を続け、戦後の1967年には国民戦線を設立し、ネオファシズム、ナショナリズム、白人至上主義を掲げ、多民族化や移民に対する攻撃を続けている。

### ケーブル・ストリートの戦い
- News footage from the day News reel from youtube.com - YouTube
- video for the Ghosts of Cable Street by TMTCH set to images of the battle - YouTube
- The Battle of Cable Street as told by the Communist Party of Britain.
- "Fascists and Police Routed at Cable Street" a personal account of the battle by a participant.
- Cable Street and the Battle of Cable Street.
- Does Cable Street still matter?. BBC News Magazine, 4 October 2006
- Cable Street. Commentator Oliver Kamm's response to the BBC piece.
- The Battle of Cable Street: Myths and Realities – by Richard Price and Martin Sullivan; a leftist but non-CPGB perspective. Originally published in Workers News, March-April 1994.
- Virtual reality panorama photograph and mural information from the 70th anniversary celebrations, October 2006